# Arubai labdarúgó-válogatott
A arubai labdarúgó-válogatott Aruba nemzeti csapata, amelyet az arubai labdarúgó-szövetség (hollandul: Arubaanse Voetbal Bond) irányít. A karib-tengeri szigetállam labdarúgócsapata a CONCACAF tagja.

## Korábbi mérkőzések 2008-ban
| Időpont           | Helyszín   | Ellenfél               | Eredmény | Kiírás       |
| ----------------- | ---------- | ---------------------- | -------- | ------------ |
| 2008. február 6.  | Oranjestad | Antigua és Barbuda (o) | 0 – 3    | Vb-selejtező |
| 2008. március 26. | St. John’s | Antigua és Barbuda (i) | 0 – 1    | Vb-selejtező |

## Következő mérkőzések
Nincs pontos időpontra lekötött mérkőzésük.

## Világbajnoki szereplés
- 1930 – 1986: Nem indult. (A Holland Antillák része volt)
- 1990: Nem indult.
- 1994: Nem indult.
- 1998 – 2018: Nem jutott be.

## CONCACAF-aranykupa-szereplés
- 1991: Nem indult.
- 1993: Visszalépett.
- 1996 – 2003: Nem jutott be.
- 2005: Visszalépett.
- 2007: Nem indult.

## Játékosok

### Jelenlegi keret
A 2008. február 6-i és március 26-i, Antigua és Barbuda elleni világbajnoki-selejtezőkre nevezett, összevont keret. A válogatottság és gólok a 2008. március 26-i állapotot. tükrözi.
| No. | P. | Név                 | Születési dátum (Kor)          | Vál. | Gól. | Jelenlegi klub        |
| --- | -- | ------------------- | ------------------------------ | ---- | ---- | --------------------- |
|     | K  | Antonio Giel        | 1981. november 20. (43 éves)   | 1    | 0    | SV Deportivo Nacional |
|     | V  | Raymbert Bikker     |                                | 1    | 0    | SV La Fama Savaneta   |
|     | V  | Regilio Kartoredjo  |                                | 2    | 0    | SV Britannia          |
|     | V  | Jonathan Oduber     |                                | 1    | 0    | SV Estrella Papilon   |
|     | V  | Theric Ruiz         | 1984. szeptember 18. (40 éves) | 4    | 1    | SV Deportivo Nacional |
|     | V  | Raymond Tromp       |                                | 2    | 0    | SV Britannia          |
|     | KP | Jelano Cruden       |                                | 1    | 0    | SV Riverplate Madiki  |
|     | KP | Andy Figaroa        | 1983. április 10. (41 éves)    | 3    | 0    | SV Deportivo Nacional |
|     | KP | Jean Carlos Ras     |                                | 1    | 0    | SV Estrella Papilon   |
|     | KP | Sylvester Schwengle |                                | 2    | 0    | SV La Fama Savaneta   |
|     | CS | Maurice Escalona    | 1980. január 27. (45 éves)     | 4    | 2    | SV Racing Club Aruba  |
|     | K  | Jeffery Werleman    |                                | 1    | 0    | SV La Fama Savaneta   |
|     | K  | Lionel Kaarsbaan    |                                | 0    | 0    | Aruba                 |
|     | V  | Ezra Bosnie         | 1988. augusztus 15. (36 éves)  | 1    | 0    | SV Dakota             |
|     | V  | Junel Sánchez       | 1985. február 18. (40 éves)    | 0    | 0    | SV Britannia          |
|     | V  | Dario Sierra        |                                | 2    | 1    | SV Dakota             |
|     | V  | Jesus Paesch        | 1986. szeptember 10. (38 éves) | 0    | 0    | SV Racing Club Aruba  |
|     | V  | Harmannus Ridderbos |                                | 1    | 0    | SV Jong Aruba         |
|     | V  | Henry Tromp         |                                | 1    | 0    | SV Britannia          |
|     | KP | Edmond Eckmeyer     |                                | 1    | 0    | SV Deportivo Nacional |
|     | KP | Rodney Lake         | 1979. szeptember 16. (45 éves) | 4    | 0    | SV Britannia          |
|     | KP | Rigmar Lodowica     |                                | 1    | 0    | SV La Fama Savaneta   |
|     | KP | Ulises Nunez        | 1990. december 15. (34 éves)   | 0    | 0    | SV Estrella Papilon   |
|     | KP | Raymondt Pimienta   | 1982. május 7. (42 éves)       | 3    | 0    | Aruba                 |
|     | KP | Garreth Werleman    |                                | 0    | 0    | SV Estrella Papilon   |
|     | CS | Lionel Tromp        |                                | 1    | 0    | SV Dakota             |